# Dirk Wellnitz
Dirk Wellnitz (* 1969 oder 1970) ist ein deutsches Model. Er war 1994 Mister Germany.
Wellnitz wurde am 14. Dezember 1994 im Kölner Maritim Hotel zum Mister Germany gewählt.
Wellnitz steht bei Modelagenturen in Deutschland und Österreich unter Vertrag und arbeitet mittlerweile als „Best Ager“-Model schwerpunktmäßig im Printbereich für Mode-, Sport- und Fitnesskampagnen.
Wellnitz ist seit 2004 mit der ehemaligen „Miss Ostdeutschland“ von 1996 Claudia Neumann verheiratet. Neben seiner Tätigkeit als Model betreibt er gemeinsam mit seiner Ehefrau in Erfurt eine Eventagentur. Mehrfach organisierte und präsentierte das Paar die „Erfurter Lifestyle Night“, eine Veranstaltung mit einer „Mischung aus Dinner, Show und Charity“.